# Rhodospatha brent-berlinii
Rhodospatha brent-berlinii är en kallaväxtart som beskrevs av Thomas Bernard Croat. Rhodospatha brent-berlinii ingår i släktet Rhodospatha och familjen kallaväxter. Inga underarter finns listade.